# با من ازدواج کن (فیلم ۲۰۲۲)
با من ازدواج کن (انگلیسی: Marry Me) فیلمی آمریکایی در ژانر کمدی رمانتیک-درام، محصول سال ۲۰۲۲، به کارگردانی کت کویرو با فیلمنامه‌ای از جان راجرز، تمی سگر و هارپر دیل است که بر اساس رمان گرافیکی به همین نام اثر بابی کرازبی ساخته شده و در سال ۲۰۲۲ منتشر شد. جنیفر لوپز نقش یک ستارهٔ پاپ را ایفا می‌کند که بعد از اینکه باخبر می‌شود که نامزدش (مالوما) به او خیانت کرده، تصمیم می‌گیرد با غریبه‌ای که تابلوی «با من ازدواج کن» (اوون ویلسون) را در دست دارد، ازدواج کند. جان بردلی-وست، سارا سیلورمن و کلویی کلمن نیز در نقش‌های مکمل حضور دارند.
در آوریل ۲۰۱۹ اعلام شد که این فیلم در دست ساخت است و لوپز و ویلسون قرار است در آن ایفای نقش کنند. در همان زمان کت کویرو نیز در مقام کارگردان به این پروژه ملحق شد. یونیورسال پیکچرز حق پخش فیلم را در ژوئیه ۲۰۱۹ به دست آورد و مراحل تصویربرداری اصلی در اکتبر و نوامبر ۲۰۱۹ در شهر منهتن انجام شد. آلبوم موسیقی متنی به همین نام از لوپز و مالوما نیز تهیه شد. تک‌آهنگ اصلی با نام «برای تو + تنهایی» در ۲۴ سپتامبر ۲۰۲۰ منتشر شد و کار خود را با ورود به رتبه نهم در جدول فروش ترانه‌های لاتین بیلبورد آغاز کرد و بهترین ورود لوپز در ایالات متحده از سال ۲۰۱۷ عنوان گرفت.
با من ازدواج کن اولین بار در ۹ فوریهٔ ۲۰۲۲ در لس آنجلس به نمایش درآمد و در ۱۱ فوریهٔ همان سال در سینماهای ایالات متحده اکران شد و در سرویس پیکاک در دسترس قرار گرفت. تاریخ انتشار این فیلم، دو بار از تاریخ انتشار درنظرگرفته‌شدهٔ اصلی، یعنی فوریهٔ ۲۰۲۱ به دلیل همه‌گیری کووید-۱۹ به تعویق افتاد. این فیلم نقدهای ضد و نقیضی از سوی منتقدان دریافت کرد. «با من ازدواج کن» تبدیل به پربیننده‌ترین فیلم با اکران همزمان، در سرویس استریم پیکاک شد.

## خلاصه داستان
یک سوپراستارِ پاپ به نام کت وَلدِز (جنیفر لوپز)، لحظاتی قبل از عروسی‌اش متوجه می‌شود که نامزدش که یک ستاره راک است (مالوما) با دستیارش به او خیانت کرده است؛ برای همین او به‌صورت ناگهانی و بدون فکر کردن، تصمیم می‌گیرد با مردی که به‌طور تصادفی از بین مردم انتخاب کرده ازدواج کند و …

## بازیگران
- جنیفر لوپز در نقش کاتالینا «کت» وَلدِز
- اوون ویلسون در نقش چارلی گیلبرت
- مالوما در نقش باستیان
- جان بردلی در نقش کالین کالووی
- سارا سیلورمن در نقش پارکر دبز
- کلویی کلمن در نقش لو گیلبرت
- میشل بوتو در نقش ملیسا
- استیون والم در نقش جاناتان پیتس
- جمیله جمیل در نقش آنیکا
- اوتکارش آمبودکار در نقش مربی مانی
- بریدی نون در نقش جورج

هدی کاتب، نیکول سوارز، ریکی گیلارت، جیمی فالون و جاستین سیلوستر نیز در نقش خودشان ظاهر شدند.

## تولید
در آوریل ۲۰۱۹، اعلام شد که جنیفر لوپز و اوون ویلسون در فیلم رمانتیک کمدی با من ازدواج کن نقش‌آفرینی خواهند کرد. همچنین در همان زمان، مشخص شد که کت کویرو، فیلم‌نامه‌ای از جان راجرز، تمی سگر و هارپر دیل که خود بر اساس رمان گرافیکی‌ای به همین نام، اثر بابی کرازبی، نوشته شده‌بود را بر روی پرده سینما می‌برد. کمپانی اس‌تی‌اکس اینترتیمنت نیز مسئول پخش فیلم شد. اما در ژوئیه سال ۲۰۱۹، اعلام شد که کمپانی یونیورسال پیکچرز به‌جای اس‌تی‌اکس مسئولیت پخش و توزیع فیلم را بر عهده خواهد گرفت. در همان ماه، سارا سیلورمن، جان بردلی و مالوما به گروه بازیگران پیوستند. میشل بوتُو، جمیله جمیل و کلویی کلمن نیز در اکتبر همان سال اضافه شدند. فیلمبرداری اصلی هم، در شهر نیویورک و اطراف آن در اکتبر ۲۰۱۹ آغاز شد، و در ۲۲ نوامبر به پایان رسید.